# Luciana Mendes
Luciana de Paula Mendes (ur. 26 lipca 1971 w Rio de Janeiro) – brazylijska lekkoatletka specjalizująca się w biegach na krótkim i średnim dystansie. Ośmiokrotna mistrzyni Ameryki Południowej, trzykrotna medalistka mistrzostw ibero-amerykańskich, wicemistrzyni igrzysk panamerykańskich, złota medalistka igrzysk Ameryki Południowej. Dwukrotna olimpijka (Atlanta, Ateny) oraz czterokrotna uczestniczka mistrzostw świata. Zdobywczyni wielu złotych medali na juniorskich imprezach międzynarodowych (w tym na mistrzostwach Ameryki Południowej U20).

## Przebieg kariery
W latach 1988–1990 startowała w mistrzostwach Ameryki Południowej juniorów, zdobywając na nich łącznie cztery złote medale – po dwa tytuły mistrzowskie na czempionacie w Cubatão oraz czempionacie w Bogocie. Sięgnęła również po złoty medal mistrzostw panamerykańskich do lat 20 w Santa Fe, który wywalczyła w konkurencji biegu sztafet 4 × 400 m.
W 1991 roku brała udział w seniorskich mistrzostwach Ameryki Południowej, na których udało się zdobyć srebrny medal w konkurencji biegu na 800 m oraz złoty medal w konkurencji sztafety 4 × 400 m. Dwa lata później ponownie wystąpiła na mistrzostwach kontynentu, tym razem zdobyła trzy medale (dwa srebrne w biegu na 400 i 800 m oraz złoty w sztafecie 4 × 400 m). Była uczestniczką mistrzostw globu w Stuttgarcie, tamtejsze zmagania w konkurencji biegu na 800 m zakończyła na eliminacjach. W 1994 roku została dwukrotną medalistką igrzysk Ameryki Południowej, w biegu na 800 m wywalczyła tytuł mistrzowski. Uczestniczyła w igrzyskach obu Ameryk w Mar del Plata, gdzie otrzymała srebrny medal w konkurencji biegu na 800 m. W 1996 roku po raz pierwszy sięgnęła po medal mistrzostw ibero-amerykańskich, podczas czempionatu rozgrywanego w Medellín była członkinią sztafety 4 × 400 m, która otrzymała srebrny medal.
W swym pierwszym w karierze występie olimpijskim, który miał miejsce w Atlancie, startowała w konkurencji biegu na 800 m. Odpadła w eliminacjach, zajmując w tej fazie zmagań 3. miejsce w grupie, z rezultatem czasowym 2:00,25.
W 1997 roku po raz drugi otrzymała złoty medal mistrzostw kontynentu, przy czym po raz pierwszy wywalczyła go indywidualnie (w biegu na 800 m). Dwa lata później obroniła tytuł mistrzowski w tejże konkurencji, podczas południowoamerykańskiego czempionatu w Bogocie. W 2001 roku zdobyła trzy złote medale mistrzostw Ameryki Południowej, w tym dwa indywidualnie (w konkurencji biegu na 400 i 800 m).
W konkurencji biegu na 800 m wystąpiła podczas igrzysk olimpijskich w Atenach, tamtejszy występ zakończyła w półfinale, uzyskując w tej części zmagań czas 2:02,00 dający Mendes 7. miejsce w grupie startowej i 21. miejsce w gronie wszystkich lekkoatletek.

## Osiągnięcia
| Rok     | Zawody                                   | Miasto         | Miejsce | Konkurencja        | Wynik   |
| ------- | ---------------------------------------- | -------------- | ------- | ------------------ | ------- |
| 1988    | Mistrzostwa Ameryki Południowej juniorów | Cubatão        | złoto   | bieg na 400 m      | 55,49   |
| 1988    | Mistrzostwa Ameryki Południowej juniorów | Cubatão        | złoto   | sztafeta 4 × 400 m | 3:41,52 |
| 1989    | Mistrzostwa Ameryki Południowej juniorów | Montevideo     | srebro  | bieg na 400 m      | 55,49   |
| 1989    | Mistrzostwa Ameryki Południowej juniorów | Montevideo     | brąz    | sztafeta 4 × 400 m | 3:40,7h |
| 1989    | Mistrzostwa panamerykańskie juniorów     | Santa Fe       | złoto   | sztafeta 4 × 400 m | 3:40,87 |
| 1990    | Mistrzostwa Ameryki Południowej juniorów | Bogota         | złoto   | bieg na 400 m      | 54,85   |
| 1990    | Mistrzostwa Ameryki Południowej juniorów | Bogota         | złoto   | sztafeta 4 × 400 m | 3:45,12 |
| 1991    | Mistrzostwa Ameryki Południowej          | Manaus         | srebro  | bieg na 800 m      | 2:04,44 |
| 1991    | Mistrzostwa Ameryki Południowej          | Manaus         | złoto   | sztafeta 4 × 400 m | 3:32,59 |
| 1993    | Mistrzostwa Ameryki Południowej          | Lima           | srebro  | bieg na 400 m      | 53,06   |
| 1993    | Mistrzostwa Ameryki Południowej          | Lima           | srebro  | bieg na 800 m      | 2:04,50 |
| 1993    | Mistrzostwa Ameryki Południowej          | Lima           | złoto   | sztafeta 4 × 400 m | 3:36,49 |
| 1993    | Mistrzostwa świata                       | Stuttgart      | 5. H    | bieg na 800 m      | 2:03,55 |
| 1994    | Puchar Świata                            | Londyn         | srebro  | bieg na 800 m      | 2:00,13 |
| 1994    | Igrzyska Ameryki Południowej             | Valencia       | brąz    | bieg na 400 m      | 54,72   |
| 1994    | Igrzyska Ameryki Południowej             | Valencia       | złoto   | bieg na 800 m      | 2:01,99 |
| 1995    | Igrzyska panamerykańskie                 | Mar del Plata  | srebro  | bieg na 800 m      | 2:01,71 |
| 1995    | Mistrzostwa Ameryki Południowej          | Manaus         | srebro  | bieg na 400 m      | 52,64   |
| 1995    | Mistrzostwa świata                       | Göteborg       | 3. H    | bieg na 800 m      | 2:01,82 |
| 1995    | Finał Grand Prix IAAF                    | Monako         | 8.      | bieg na 800 m      | 2:01,26 |
| 1996    | Mistrzostwa ibero-amerykańskie           | Medellín       | srebro  | sztafeta 4 × 400 m | 3:34,34 |
| 1996    | Igrzyska olimpijskie                     | Atlanta        | 3. H    | bieg na 800 m      | 2:00,25 |
| 1997    | Mistrzostwa Ameryki Południowej          | Mar del Plata  | złoto   | bieg na 800 m      | 2:03,56 |
| 1997    | Mistrzostwa Ameryki Południowej          | Mar del Plata  | srebro  | sztafeta 4 × 400 m | 3:38,18 |
| 1997    | Mistrzostwa świata                       | Ateny          | 5. SF   | bieg na 800 m      | 1:59,45 |
| 1999    | Mistrzostwa Ameryki Południowej          | Bogota         | złoto   | bieg na 800 m      | 2:05,62 |
| 1999    | Mistrzostwa Ameryki Południowej          | Bogota         | srebro  | sztafeta 4 × 400 m | 3:37,88 |
| 2000    | Mistrzostwa ibero-amerykańskie           | Rio de Janeiro | brąz    | bieg na 400 m      | 53,18   |
| 2000    | Mistrzostwa ibero-amerykańskie           | Rio de Janeiro | złoto   | bieg na 800 m      | 2:01,77 |
| 2001    | Mistrzostwa Ameryki Południowej          | Manaus         | złoto   | bieg na 400 m      | 52,76   |
| 2001    | Mistrzostwa Ameryki Południowej          | Manaus         | złoto   | bieg na 800 m      | 2:00,04 |
| 2001    | Mistrzostwa Ameryki Południowej          | Manaus         | złoto   | sztafeta 4 × 400 m | 3:32,43 |
| 2001    | Mistrzostwa świata                       | Edmonton       | 6. SF   | bieg na 800 m      | 2:01,94 |
| 2003    | Mistrzostwa Ameryki Południowej          | Barquisimeto   | złoto   | bieg na 800 m      | 2:02,06 |
| 2003    | Igrzyska panamerykańskie                 | Santo Domingo  | 6.      | bieg na 800 m      | 2:05,52 |
| 2003    | Igrzyska panamerykańskie                 | Santo Domingo  | 8.      | bieg na 1500 m     | 4:21,80 |
| 2004    | Mistrzostwa ibero-amerykańskie           | Huelva         | 5.      | bieg na 800 m      | 2:03,36 |
| 2004    | Igrzyska olimpijskie                     | Ateny          | 7. SF   | bieg na 800 m      | 2:02,00 |
| Źródło: |                                          |                |         |                    |         |

W latach 1992–2004 zdobyła jedenaście tytułów mistrzyni Brazylii – osiem w konkurencji biegu na 800 m, trzy pozostałe w konkurencji biegu na 400 m.

## Rekordy życiowe
- bieg na 400 m – 52,76 (18 maja 2001, Manaus)
- bieg na 800 m – 1:58,27 (30 lipca 1994, Hechtel-Eksel)
- bieg na 1000 m – 2:36,30 (26 sierpnia 1995, Bruksela)
- bieg na 1500 m – 4:16,34 (31 maja 2003, Rio de Janeiro)
- sztafeta 4 × 400 m – 3:32,43 (20 maja 2001, Manaus)

Źródło: 